# Le Châtellier, Ille-et-Vilaine

Le Châtellier este o comună în departamentul Ille-et-Vilaine, Franța. În 1 ianuarie 2022 avea o populație de 427 de locuitori.